# 垭口彝族布依族乡
垭口彝族布依族乡，是贵州省一个现已撤销的民族乡，建于1985年2月，位于六盘水市水城县西南部。
全乡面积22平方公里，至1992年辖6个村民委员会5746人。有耕地面积4346亩，其中水田面积为1006亩，旱地面积3340亩。人均口粮303斤，人均纯收入184元。有公办学校1所、民办学校4所、卫生院1个，有公路9公里。1992年5月，与原发耳乡、梓椅乡、湾子布依族乡、营街布依族彝族乡合并建立发耳布依族苗族彝族乡。